# Ivar Andersson (författare)
Ivar Markus Herman Andersson, född 25 april 1894 i Norrköping, död 11 mars 1953 i Stockholm, var en svensk ungdomsförfattare och dramatiker. Pseudonym: Ivar Markus.

## Biografi
Andersson var son till distriktschef Herman Andersson och Anna Kristina Persdotter. 

## Verk i urval
- Människan och hennes samvete : en dramatisk nyårstablå / av Ivar Markus. N.T.O:s teaterbibliotek ; 38. Stockholm: Nationaltemplarorden. 1933. Libris 1350035
- En "odåga" till jänta : komedi i en akt / av Ivar Markus. N.T.O:s teaterbibliotek ; 44. Stockholm: Nationaltemplarorden. 1934. Libris 1350041
- Havsbandsfolket : skådespel i tre akter / av Ivar Markus. Amatörteatern ; 160. Falun: Lindarna. 1936. Libris 1360579
- Skuggsidan : skådespel i tre akter / av Ivar Markus. Amatörteatern ; 159. Falun: Lindarna. 1936. Libris 1360578
- Sommarlovet / illustrationer av Gunnar Widholm. Stockholm: Diakonistyr. 1936. Libris 1360765
- Bara en sjöman : en berättelse om segelskutornas folk. Stockholm: Sv. missionsförb. 1937. Libris 1360761
- Hans lyckas land : skådespel i två tablåer / av Ivar Markus. Amatörteatern ; 171. Falun: Lindarna. 1937. Libris 2491562
- Två sjömanspojkar. Stockholm: B.-M:s bokförl. 1937. Libris 1360766
- När vågorna gå vita : skådespel i tre akter / av Ivar Markus. Amatörteatern ; 190. Falun: Lindarna. 1938. Libris 1360609
- Björnpatrullen : en scoutberättelse. B. Wahlströms ungdomsböcker, 99-0117885-1 ; 283. Stockholm. 1939. Libris 1381009 - Medförfattare Fredrik Adelsköld.
- Det händer i Gamla stan : pjäs i tre akter / av Ivar Markus. Kristianstad: Malmgren. 1938. Libris 1360762
- Råskärsborna. Hemmets böcker. Stockholm: Lindqvist. 1938. Libris 1360764
- Lyckan tar hem spelet : pjäs i tre akter / av Ivar Markus. Kristianstad: Malmgren. 1939. Libris 1360763
- Gänget ta'r hem spelet. Bokens pojkböcker. Västerås: Bokens förl. 1944. Libris 1418923
- På kryss med Monica : en äkta segelskuteberättelse. Bokens favoritböcker. Västerås: Bokens förl. 1944. Libris 1418925
- På kryss med "Måsen" : berättelse för flickor. B. Wahlströms ungdomsböcker, 99-0117885-1 ; 524 B. Wahlströms flickböcker. Stockholm: B. Wahlström. 1948. Libris 1421818